# Elefant, Tiger & Co.
Elefant, Tiger & Co. (kurz: ETC) ist eine Fernsehserie des Mitteldeutschen Rundfunks (MDR), die seit dem 1. April 2003 ausgestrahlt wird. Sie gilt als älteste und erfolgreichste deutsche Zoo-Doku-Soap. Handlungsort ist der Zoologische Garten in Leipzig.

## Inhalt

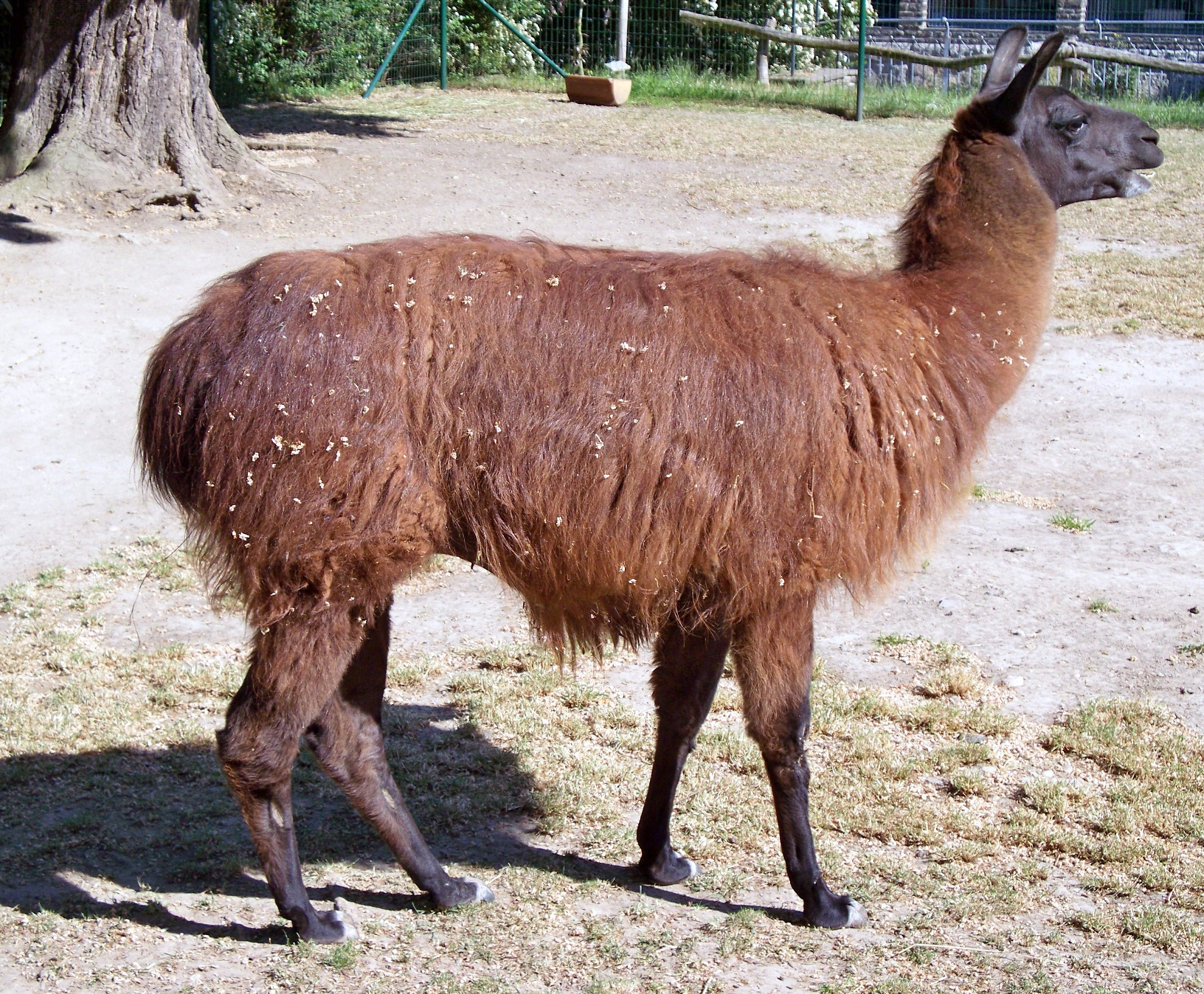
Lama Horst

In der Serie werden Begebenheiten aus dem Alltag der Zootiere und der Arbeit der Tierpfleger, Kuratoren und Tierärzte wiedergegeben, wie beispielsweise der Werdegang des kleinen Angola-Löwen Malik, die Proben der öffentlichen Werbeauftritte des Lamas Horst und des Alpakas Harry und der Einzug der Tiere ins neue Gondwanaland.
In den Jahren 2010 und 2011 gehörte auch das weltberühmte, inzwischen verstorbene Virginia-Opossum Heidi zum tierischen Ensemble der Sendung, dem eine eigene Serie im Internet gewidmet war.

## Hintergrund
Ab dem 5. März 2002 strahlte der MDR um 21:30 Uhr in der Reihe Hierzulande unter dem Zweittitel Tierzulande 15-minütige Folgen von Elefant, Tiger und Co. aus. Insgesamt wurden 12 Folgen gesendet, beginnend mit der ersten Folge Operationstag im Zoo, die von DocStation produziert wurden (Buch/Regie: Katrin Völker, Marcus Fischötter). Aufgrund des regen Publikumsinteresses übernahm der MDR diese Sendung in Eigenregie und sendete sie ab dem 1. April 2003 als eigenständiges Format.
Durch die Einbeziehung der Tierpflegerpersönlichkeiten in das Konzept und die Handlung der Serie gilt die Serie als Vorreiter auf dem Gebiet der Zoo-Doku-Soaps. Der Erfolg von Elefant, Tiger & Co. übertraf die Erwartungen des MDR und des Zoos. Mittlerweile wurden mehr als 1100 Folgen produziert und ausgestrahlt.
Zunächst wurden 15-minütige, seit 2004 25-minütige Folgen für den Mitteldeutschen Rundfunk produziert. Für das Nachmittagsprogramm des Ersten wurden Wiederholungen der Fernsehserie in 48-minütige Sendeblöcke geschnitten. Die erste Staffel dieser Langfassungen wurde erstmals vom 4. Oktober bis zum 23. Dezember 2005 veröffentlicht und durchschnittlich von 1,93 Millionen Zuschauern verfolgt. Die zweite Staffel, welche vom 24. Januar bis zum 5. April 2007 ausgestrahlt wurde, erreichte durchschnittlich 2,64 Millionen Zuschauer. Bis heute wurden über 500 Folgen dieser Langfassungen veröffentlicht. Zudem erschienen zahlreiche Specials, darunter mehrere 90-minütige Sondersendungen mit Sven Voss, wie etwa Elefant, Tiger & Co. – Spezial: Das Jubiläum (Erstausstrahlung: 30. März 2018), ein Fernsehspecial zum 15-jährigen Jubiläum von Elefant, Tiger & Co., Elefant, Tiger & Co. – Spezial: Der Zoo macht Schule (Erstausstrahlung: 19. April 2019), eine Sendung, die über die Wandlung der Zoos von Unterhaltungsbetrieben zu Bildungseinrichtungen berichtet, und ETC-Spezial: Ein Zoo baut um (Internet-Erstausstrahlung: 6. April 2020), ein Special, das die Neu- und Umbauten des Leipziger Zoos in den vorangegangenen Jahren thematisiert.
Die Serie wurde maßgeblich von den beiden Fernsehautoren Jan Tenhaven und Axel Friedrich entwickelt. Inzwischen sind zusätzlich neun weitere Autoren im Wechsel für die Sendung zuständig: Jens Strohschnieder, Kerstin Holl, Antje Schneider, Eva Demmler, Lutz Tauscher, Stefanie Wagemann, Christiane Probst, Beate Gerber und Melanie Henze. Sprecher und – in Sondersendungen – gelegentlich auftretender Akteur ist der Musiker und Schauspieler Christian Steyer. Seine Vertreter sind der Hörspielsprecher Uve Teschner und seit 2019 der Hörspielsprecher Stefan Barth. Die Redaktion lag im Laufe der Jahre bei Peter Gütte, Anja Hagemeier, Carsten Mumme, Anette Reiß, Claudia Schreiner, Dirk Bulthaupt und Alexander Zimmeck. Seit Ende 2019 bekleidet Jochen Vinzelberg diese Position. Die Redaktionsleitung lag bei Peter Dreckmann, Christina Herßebroick und Susanne Sturm. Seit 2024 ist Anja Weber für die Redaktionsleitung zuständig.

## Weitere Zoo-Doku-Soaps
Nach dem Konzept von Elefant, Tiger & Co. wurden auch weitere Zoo-Doku-Soaps gestaltet, wie etwa Pinguin, Löwe & Co. aus dem Allwetterzoo Münster, Eisbär, Affe & Co. aus der Stuttgarter Wilhelma und Panda, Gorilla & Co. aus dem Tierpark und dem Zoologischen Garten in Berlin. Weitere Ablegerserien folgten und auch das ZDF sendete ähnliche Serien, mit Titeln wie Berliner Schnauzen aus dem Zoologischen Garten Berlin, und Tierisch Kölsch aus dem Kölner Zoo. Als Reaktion auf die vielen Nachahmer wird nun im Abspann der Anspruch Elefant, Tiger & Co. – Das Original geltend gemacht.
In der Rede zur Eröffnung der neuen Elefantenanlage im Leipziger Zoo im März 2006 betonte Bernhard Blaszkiewitz, der damalige Direktor des Tierpark Berlins, den Nutzen aller Zoos von diesem Sendeformat, verbunden mit der Forderung, „wieder mehr Informationen in solche Sendungen zu packen“.
Eine weitere Sendung der ARD, die ebenfalls im Leipziger Zoo spielt, ist das auf Kinder ausgerichtete Spin-Off Elefant, Tiger & Kids. Die Sendung ging erstmals im Mai 2023 im KiKa auf Sendung.
Als Spielort einer fiktionalen Serie Tierärztin Dr. Mertens ist der Zoo auch einem großen Publikum im Hauptabendprogramm der ARD bekannt. 